# Manyabar
Manyabar is een bestuurslaag in het regentschap Mandailing Natal van de provincie Noord-Sumatra, Indonesië. Manyabar telt 1589 inwoners (volkstelling 2010).